# Диас, Хидилин
Хидилин Ф. Диас (исп. Hidilyn F. Diaz; род. 20 февраля 1991, Замбоанга, Полуостров Замбоанга) — филиппинская тяжелоатлетка, выступающая в весовой категории до 53 кг. Олимпийская чемпионка (2020), серебряный призёр Олимпийских игр (2016), чемпионка мира 2022 года, чемпионка Азии 2015, призёр чемпионатов мира и Азии.

## Биография
Хидилин Диас родилась 20 февраля 1991 года в семье Эмелиты и Эдуардо Диас-старшего. В семье была пятым ребёнком из шести. В 11 лет начала заниматься тяжёлой атлетикой под влиянием двоюродного брата, Аллена Джейфруса Диаса.
Двоюродная сестра Мари Флор Диас, призёр чемпионата Азии по тяжёлой атлетике 2019.
Обучалась в Университете Замбоанга, где получила степень бакалавра в области информатики. После Олимпийских игр 2016 года Диас решила получить высшее образование, намереваясь продолжить учёбу в Маниле.
В январе 2017 года Диас стала изучать бизнес менеджмент в колледже Св. Бенильды.

## Карьера
В 2006 году 15-летняя Хидилин Диас дебютировала на международной арене на Азиатских играх, где в категории до 53 кг с результатом 162 кг стала 10-й.
В 2007 году на Юго-Восточных Азиатских играх в весовой категории до 58 кг завоевала бронзу.
В 2008 году получила Wild Card на Олимпийские игры 2008 года и тем самым стала первой в истории Филиппин тяжелоатлеткой-участницей Олимпийских игр. В весовой категории до 58 кг Диас заняла 10-е место с национальным рекордом по сумме двоеборья 192 кг.
На Олимпийские игры 2012 года Хидилин Диас отобралась уже по результатам своих международных выступлений. На церемонии открытия игр была выбрана в качестве знаменосца. В весовой категории до 58 кг Диас заняла 12-е место в рывке (97 кг), однако не смогла финишировать.
Из-за травм пропустила несколько сезонов. Возобновила выступления в 2015 году на чемпионате Азии, где стала чемпионкой в весовой категории до 53 кг с результатом 214 кг по сумме двоеборья.
На Олимпийские игры 2016 года Хидилин Диас ехала уже в качестве одного из фаворитов, после бронзы чемпионатов мира 2015 и Азии 2016. В весовой категории до 53 кг Диас уступила 12 кг олимпийской чемпионке из Тайваня Сюй Шуцзин, став серебряным призёром Игр. Серебряная медаль Хидилин Диас — первая олимпийская награда для Филиппин в XXI веке и первая в истории Филиппин олимпийская награда в женской штанге на Олимпийских играх.
Лучшая спортсменка Филиппин 2016 года.
На предолимпийском чемпионате мира 2019 года, который проходил в Таиланде, филиппинка завоевала бронзовую медаль в весовой категории до 55 кг. Общий вес на штанге 214 кг. В толкании завоевала малую бронзовую медаль (121 кг).
26 июля 2021 года на Олимпийских играх в Токио Диас завоевала золото — 224 кг в двоеборье (97 кг в рывке + 127 кг в толчке — ОР).
На чемпионате мира 2022 года в Боготе, в Колумбии в категории до 55 кг завоевала золотую медаль по сумме двух упражнений с результатом 207 кг, также в её копилке малые золотые медали в отдельных упражнениях.

## Спортивные результаты
| Год  | Соревнование                | Место проведения | Весовая категория | Рывок | Толчок | Сумма двоеборья | Место |
| 2006 | Азиатские игры              | Доха             | до 53 кг          | 72 кг | 90 кг  | 162 кг          | 10    |
| 2008 | Летние Олимпийские игры     | Пекин            | до 58 кг          | 85 кг | 107 кг | 192 кг          | 10    |
| 2010 | Азиатские игры              | Гуанчжоу         | до 58 кг          | 94 кг | 115 кг | 209 кг          | 6     |
| 2011 | Чемпионат мира              | Париж            | до 58 кг          | 95 кг | 119 кг | 214 кг          | 7     |
| 2012 | Чемпионат Азии              | Пхёнтхэк         | до 58 кг          | 95 кг | 122 кг | 217 кг          | 4     |
| 2012 | Летние Олимпийские игры     | Лондон           | до 58 кг          | 97 кг | —      | —               | DNF   |
| 2015 | Чемпионат Азии              | Пхукет           | до 53 кг          | 96 кг | 118 кг | 214 кг          | 1     |
| 2015 | Чемпионат мира              | Хьюстон          | до 53 кг          | 96 кг | 117 кг | 213 кг          | 3     |
| 2016 | Чемпионат Азии              | Ташкент          | до 53 кг          | 90 кг | 118 кг | 208 кг          | 3     |
| 2016 | Летние Олимпийские игры     | Рио-де-Жанейро   | до 53 кг          | 88 кг | 112 кг | 200 кг          | 2     |
| 2017 | Азиатские игры в помещениях | Ашхабад          | до 53 кг          | 90 кг | 114 кг | 204 кг          | 2     |
| 2017 | Чемпионат мира              | Анахайм          | до 53 кг          | 86 кг | 113 кг | 199 кг          | 3     |
| 2018 | Азиатские игры              | Джакарта         | до 53 кг          | 92 кг | 115 кг | 207 кг          | 1     |
| 2018 | Чемпионат мира              | Ашхабад          | до 55 кг          | 93 кг | 110 кг | 203 кг          | 11    |
| 2019 | Чемпионат Азии              | Нинбо            | до 55 кг          | 94 кг | 115 кг | 209 кг          | 2     |
| 2019 | Чемпионат мира              | Паттайя          | до 55 кг          | 93 кг | 121 кг | 214 кг          | 3     |
| 2021 | Летние Олимпийские игры     | Токио            | до 55 кг          | 97 кг | 127 кг | 224 кг OR       | 1     |
| 2022 | Чемпионат мира              | Богота           | до 55 кг          | 93 кг | 114 кг | 207 кг          | 1     |

## Вне спорта
В 2013 году поступила на службу в ВВС Филиппин. Летчик 1-го класса (2016). В 2018 году после победы на Азиатских играх получила повышение до сержанта. 28 июля 2021 года после победы на Олимпийских играх в Токио получила внеочередное повышение до старшего сержанта.
- Награждена медалью «За военные заслуги».
- За успешное выступление на Олимпийских играх 2016 года удостоена Благодарности президента Филиппин (2016).